# Baia di Chesapeake

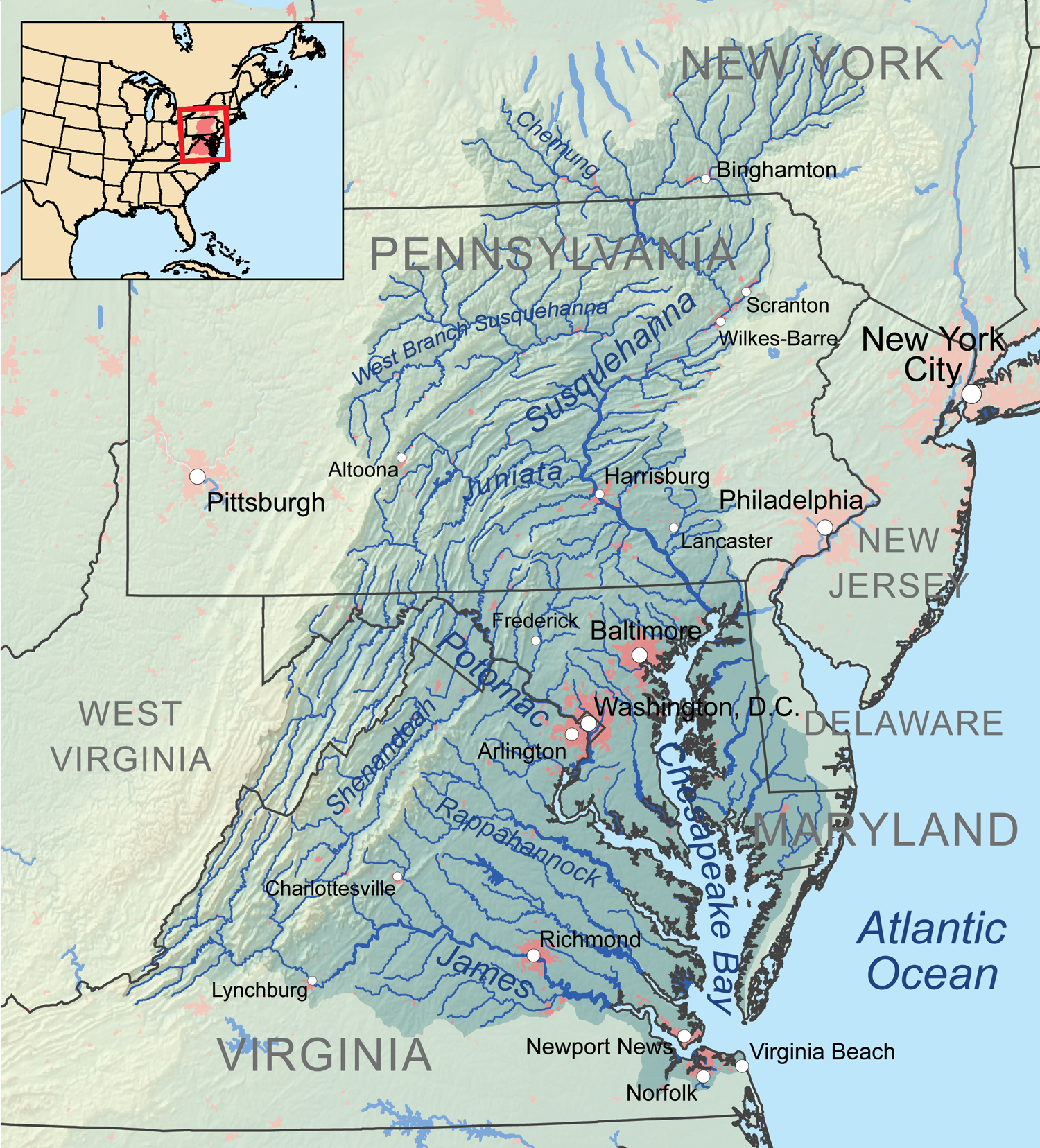
Carta topografica della baia di Chesapeake e del suo bacino idrografico (in rosa le aree urbane).

La baia di Chesapeake ([ˈʧɛsəpiːk]) è un'insenatura dell'oceano Atlantico lungo la costa orientale degli Stati Uniti, suddivisa fra i territori del Maryland (l'ampia parte settentrionale della baia) e della Virginia (la piccola parte meridionale). È anche l'estuario (il più vasto degli USA) del fiume Susquehanna. Si trova a poca distanza (direzione sud-ovest) della baia di Delaware, alla quale è collegata tramite il canale artificiale Chesapeake-Delaware. Nella parte meridionale della baia, un altro sistema di canali artificiali, il canale Albemarle-Chesapeake, collega la baia allo stretto di Albemarle.
Il toponimo Chesapeake deriva dal vocabolo algonchino Chesepiooc, che dovrebbe indicare "un villaggio presso un grosso fiume".
È stata lo scenario della celebre battaglia che porta il suo nome, il 5 settembre 1781: essa determinò la resa del generale (e governatore) britannico Cornwallis a Yorktown e, di conseguenza, la conclusione della guerra d'indipendenza americana.

## Geologia

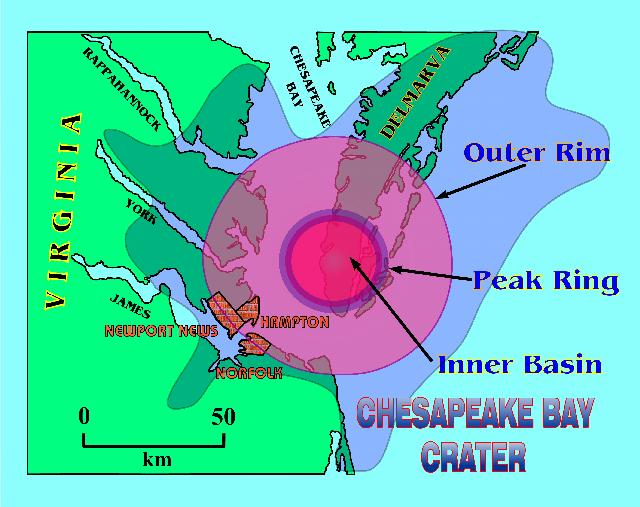
Mappa del cratere d'impatto della baia di Chesapeake, formatosi circa 35,5 milioni di anni fa.

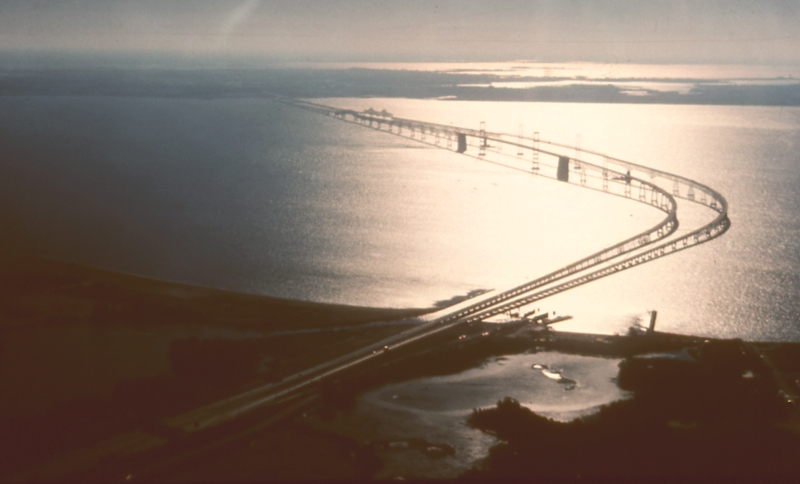
I ponti paralleli del Chesapeake Bay Bridge da Sandy Point, sulla sponda occidentale della baia.

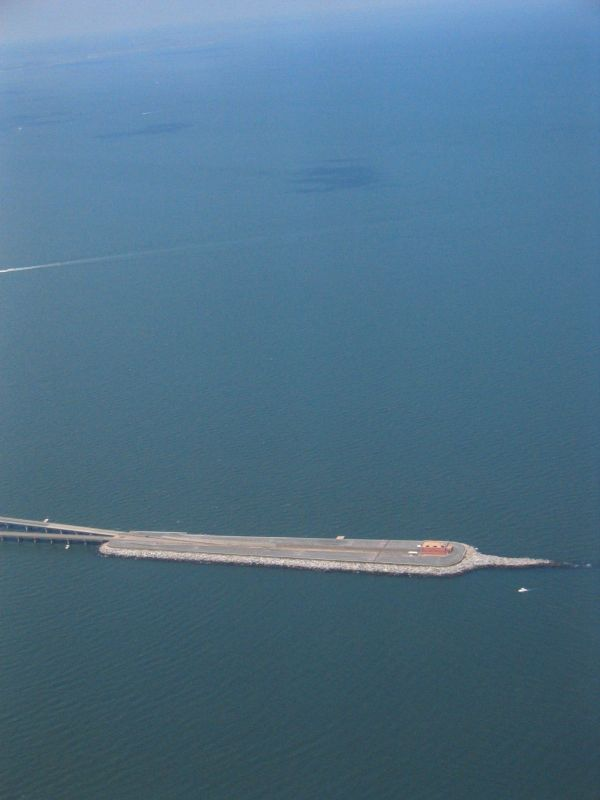
Una delle isole artificiali costruite per ancorare i tunnel del Chesapeake Bay Bridge-Tunnel.

La baia di Chesapeake è una valle fluviale prodotta dalle acque del Susquehanna. Venne infatti scavata dal fiume (e in parte riempita con il deposito dei suoi sedimenti) quando il livello dell'oceano era più basso dell'attuale, ma la sua origine, forma e collocazione sono da attribuire all'impatto di un corpo celeste avvenuto alla fine dell'Eocene (35,5 milioni di anni fa) all'incirca nell'attuale punto d'ingresso delle acque oceaniche nella baia. L'impatto creò una forte e duratura depressione topografica che influì pesantemente nel determinare l'idrografia locale e la conformazione attuale della baia. La valle fluviale cominciò a trasformarsi in baia "solo" 10.000 anni fa, dopo l'ultima glaciazione, quando le acque oceaniche, tornando a innalzarsi di circa 100 m, invasero progressivamente tutta la valle.
In vari punti della baia, in particolare lungo le coste della contea di Calvert (Maryland), si trovano scogliere (le cosiddette Calvert Cliffs) contenenti depositi fossili databili da 19 a 14 milioni di anni fa, lasciati dal ritrarsi delle acque oceaniche e corrispondenti all'estinzione di massa di numerosi animali nel Langhiano, periodo geologico del Miocene medio.

## Geografia
Il bacino idrografico della baia copre una superficie di 166 534 km² che si estende sul Distretto di Columbia e su parte di sei stati americani: New York, Pennsylvania, Delaware, Maryland, Virginia e Virginia Occidentale. Vi si raccolgono oltre 150 fiumi e corsi d'acqua, i più importanti dei quali sono il Susquehanna, il Potomac, il Rappahannock, il James, il Patapsco, il Chester, il Choptank, il Patuxent, il Nanticoke, il Pocomoke e lo York.
La baia si estende per una lunghezza di circa 330 km da Havre de Grace, presso la confluenza del Susquehanna a nord, fino a Virginia Beach, sulla sponda dell'Atlantico a sud. Lo stretto che mette in comunicazione la baia con l'oceano è delimitato da due capi, il capo Charles a nord e il capo Henry a sud, generalmente noti come i Virginia capes. La larghezza della baia varia dai 4,5 km iniziali fino ai 50 km poco oltre la foce del Potomac. In totale le sponde della baia e dei suoi tributari si estendono per 18,804 km di lunghezza, mentre la superficie totale dello specchio d'acqua è di 11 601 km². Gran parte della baia è poco profonda (meno di 2 m su oltre 2 800 km²), ma può raggiungere anche i 63 m e la sua profondità media è di 9 m.
Come detto, la parte nord della baia appartiene al Maryland e quella sud alla Virginia. Entrambi gli stati hanno dovuto affrontare e risolvere il problema di come superare il corso d'acqua: il Maryland l'ha fatto con i due trafficatissimi ponti paralleli del Bay Bridge (7 km), presso Annapolis (il primo inaugurato nel 1952 e il secondo nel 1973); la Virginia con il CBBT (Chesapeake Bay Bridge-Tunnel), una combinazione di ponti e di tunnel (28 km) proprio all'imboccatura della baia (realizzata nel 1964 con la creazione di quattro isolette artificiali per l'ancoraggio dei tunnel; una seconda linea della parte in superficie è stata aperta nel 1999).

## Problemi ambientali
Negli anni '70, la baia di Chesapeake è stata identificata una delle prime zone morte marine, ovvero di una zona dove la quantità di ossigeno nell'acqua era così bassa da non essere in grado di ospitare forme di vita. Nel 2010 le zone morte della baia si stimavano che uccidessero 75 000 tonnellate di vermi e cozze ogni anno, indebolendo la base della catena alimentare dell'estuario e, in particolare, privando il granchio blu di una fonte alimentare di prima importanza. Sono stati osservati dei fenomeni detti "crab jubilee" nei quali capita che diversi granchi vadano ad ammassarsi sulla costa per fuggire alle zone morte. La causa dell'ipossia è da ricercare in parte nella proliferazione di alghe che è incrementata da deflussi urbani, agricoli e industriali nella baia. Un report del 2010, in particolare, dava la responsabilità ai rifiuti dell'allevamento bovino e alla facilità con cui parte del letame finisse direttamente nella baia.